# Arenaria oresbia
Arenaria oresbia là loài thực vật có hoa thuộc họ Cẩm chướng. Loài này được Greenm. mô tả khoa học đầu tiên năm 1904.